# Mafia (đảo)
Đảo Mafia ("Chole Shamba") là một phần của quần đảo Zanzibar thuộc Tanzania, cùng với Unguja, Pemba và Latham. Đảo Mafia là một trong sáu huyện của vùng Pwani, được quản lý từ lục địa chứ không thuộc về khu bán tự trị Zanzibar.
Nhóm đảo Mafia gồm một đảo lớn có diện tích 394 km² và một vài hòn đảo nhỏ hơn, một vài trong số đó có người cư trú, như đảo Chole với diện tích 2 km² và có 800 cư dân. Chole Bay là cảng nước sâu của đảo. Đô thị chính trên đảo là Kilindoni. Vùng biển nằm giữa châu thổ sông Rufiji và đảo được gọi là eo biển Mafia.
Theo điều tra nhân khẩu năm 2002 tại Tanzania, dân số huyện Mafia là 40.801 người. Nền kinh tế của đảo dựa trên ngư nghiệp, nông nghiệp tự cung và chợ tại Kilindoni. Hòn đảo thu hút một số du khách, chủ yếu là các thợ lặc ưa mạo hiểm, thử làm ngư dân hay muốn thư giãn.
Huyện Mafia được chia thành 7 xã:
| Xã        | Diện tích (km²) | Dân số (2002) | Các làng                            |
| --------- | --------------- | ------------- | ----------------------------------- |
| Baleni    | 132,1           | 9.137         | Baleni, Kungwi, Ndagoni, Chunguruma |
| Jibondo   | 21,9            | 3.405         | Jibondo, Chole, Juani               |
| Kanga     | 52,7            | 3.317         | Kanga, Bweni                        |
| Kilindoni | 36,8            | 11.696        | Kilindoni, Dongo                    |
| Kirongwe  | 77,0            | 5.260         | Kirongwe, Jimbo, Banja, Jojo        |
| Kiegeani  | 40,3            | 3.379         | Kiegani, Marimbani                  |
| Mibulani  | 52,3            | 4.363         | Miburani, Mlongo, Chemchem          |
| Đảo Mafia | 413             | 40.801        | 20 làng                             |